# Lhoty u Potštejna
Lhoty u Potštejna (německy Lhota) jsou obec v okrese Rychnov nad Kněžnou v Královéhradeckém kraji. Žije zde 342 obyvatel. Obec se skládá se ze dvou částí, Malé a Velké Lhoty. Obec s pravidelně účastní srazu českých Lhot a slovenských Lehot.

## Popis
V Malé Lhotě se nachází mateřská škola a základní devítiletá škola. Budova MŠ a ZŠ prošla v roce 2014 rekonstrukcí fasády a přechodem topení na zemní plyn. V obci je také obchod s potravinami a pohostinství, tato budova prošla podobnou rekonstrukcí v roce 2013. Obecní úřad s pobočkou České pošty a místní knihovnou se nachází nedaleko. Nad Malou Lhotou se nachází poutní kostel Panny Marie Bolestné.
Poklidnější Velká Lhota, ve které je několik rekreačních chalup, má ve svém středu rybník, který prošel rekultivací po roce 2000. V obci od roku 1894 působí sbor dobrovolných hasičů (SDH Lhoty u Potštejna), který se stará o kulturní dění v obci.

## Historie
První písemná zmínka o obci pochází z roku 1352. Obec Lhoty u Potštejna byla až do roku 1953 dělena na dvě samostatné obce: Malou a Velkou Lhotu.

## Obyvatelstvo
| Rok            | 1869 | 1880 | 1890 | 1900 | 1910 | 1921 | 1930 | 1950 | 1961 | 1970 | 1980 | 1991 | 2001 | 2011 | 2021 |
| -------------- | ---- | ---- | ---- | ---- | ---- | ---- | ---- | ---- | ---- | ---- | ---- | ---- | ---- | ---- | ---- |
| Počet obyvatel | 453  | 491  | 499  | 429  | 397  | 395  | 390  | 350  | 383  | 345  | 310  | 278  | 255  | 269  | 343  |
| Počet domů     | 78   | 85   | 84   | 83   | 80   | 81   | 92   | 94   | 95   | 91   | 91   | 104  | 105  | 88   | 125  |

## Obecní správa
V letech 1961–1990 k obci patřily Proruby.

### Obecní symboly
Znak a vlajka byly obci uděleny rozhodnutím předsedkyně Poslanecké sněmovny Parlamentu České republiky dne 12. dubna 2013.

## SDH Lhoty u Potštejna
Sbor dobrovolných hasičů Lhoty u Potštejna byl založen v roce 1894. Původně tedy ve Velké Lhotě, v Malé Lhotě v roce 1907. Ke sloučení sborů došlo v roce 1952.

## Pamětihodnosti
- Horákův buk
- Poutní kostel Panny Marie Bolestné na vrchu Homole
- Bývalá cihelna